# Арго (волк)
Арго — волк из коллекции Московского зоопарка 1920-х – 1930-х гг., воспитанник Веры Чаплиной, снявшийся в нескольких научно-популярных и художественных фильмах.

## Биография
Родился в мае 1924 г. в столичном зоосаде. Родители – Старуха и Дружок, «оба крутолобые и коренастые, с рыжими ушами и лапами». Когда волчонку исполнилось 4 месяца с ним начала заниматься юннатка Вера Чаплина. Начало её занятий с волчонком, которого она вскоре назвала Арго, по времени совпадает с вступлением  в Кружок юных биологов зоопарка – КЮБЗ, созданный при Московском зоосаде тогда же, осенью 1924 г..
Но поначалу нужно было заслужить право заниматься с Арго. Прежде чем разрешить новой юннатке воспитывать волчонка, руководитель кружка П. А. Мантейфель велел принести школьные тетради. Похвастаться Вере, лишь недавно вернувшейся в Москву после пяти бездомных лет, было нечем: кляксы, пятна, дыры от усердной работы ластиком. «… Он только перелистнул их, укоризненно поглядел на меня и сказал: “Тебе надо воспитывать терпение. Без него с животными работать нельзя. А тетради надо переписать”. Конечно же я всё переписала и, кажется, получила первую свою пятерку. Тогда мне дали волчонка...». Однако научиться аккуратно писать оказалось легче, чем стать терпеливой воспитательницей: «... Я убирала клетку, часами говорила с Арго, но прошло очень много дней, прежде чем он боязливо принял из моих рук первый кусочек мяса...».
Общение и ласка стали приносить свои плоды – волчонок постепенно привыкал к человеку. Правда, он еще не нуждался в нем, а скорее терпел его присутствие. Перемена произошла неожиданно. Веры не было в зоопарке около двух недель, а когда она пришла, Арго бросился к ней «... и так ласкался, словно был ручной всю жизнь...». То, что подготовили постоянные внимание и забота, довершила разлука. Волчонок успел привязаться к своей воспитательнице и во время её затянувшегося отсутствия испытал чувство одиночества, затосковал. Зато теперь её возвращению Арго радовался, как преданный друг.
Кюбзовка Елена Румянцева, подруга Чаплиной, так описывала внешность её воспитанника: «Арго очень похож на своего отца Дружка – такой же крутолобый, с рыжими ушами, обычного серо-желтого окраса».

Вера Чаплина и трехлетний волк Арго. Московский зоопарк, 13 мая 1927 г. (фото из архива Веры Чаплиной)

«Из всех волков Арго был самый красивый и сильный. Когда для киносъемки был нужен волк, всегда останавливались на нем». В 1926–1927 гг. Арго со своей воспитательницей участвовал в съемках нескольких научно-популярных и художественных фильмов – волк как киноартист, Вера Чаплина как его дрессировщица и дублерша исполнительниц женских ролей в трюковых сценах с хищником.
Начало было положено научно-популярной кинолентой «Охота с флажками», для которой зимой 1925/1926 гг. на замерзшем пруду зоопарка снимались эпизоды охоты на волков». Затем последовали фильмы «Битва жизни», «Потомок араба» (о конном заводе графа Орлова), «Господа Скотинины» (по мотивам «Недоросля»). Сохранились записи Чаплиной, в которых она кратко оценивала работу своего воспитанника: «…Арго. На кино-съемках 1) «Охота [с флажками]» 2) «Господа Скотинины» и 3) «Потомок Араба»: 1/ Аппарата не боялся, красных флажков тоже. Играл хорошо. Укусил державшего человека. 2/ Играл хорошо. Не убегал. Аппарата не боялся. 3/ Аппарата боялся, пока был на цепи. Бросился на ударившего его мальчика»
На съемках мелодрамы «Такая женщина» (другое название «Чужая»), Вера Чаплина не только дрессировала Арго, но и сама снималась в качестве дублерши актрисы Веры Малиновской в сцене нападения волка, когда героиня едет на санях через лес. «… Нужно было заснять борьбу женщины с волком. Сделать это было нетрудно: Арго любил играть, а во время игры он набрасывался на меня, делая вид, что хочет укусить. Надо было только вызвать его на игру. Вышли на съемку. Никогда не имевший дела с дикими животными, режиссёр решил, что волк может подождать, и занялся другими делами. Арго ждал. Время подходило к трем часам, когда Арго обычно получает свою порцию мяса. Голодный, он всё больше и больше волновался: то ложился, то вставал. Видя это, я стала требовать немедленной съемки.
Наконец всё было готово. Меня загримировали и одели в тулуп. Против тулупа я протестовала: от него сильно пахло овчиной, а для голодного волка это был большой соблазн. Но спорить было трудно, да и времени не было. Я подошла к метавшемуся волку. Арго сразу же молниеносным броском кинулся на меня и всей силой стальных челюстей вцепился в тулуп. Глаза у него злобно горели, а шерсть встала дыбом. Пришлось много раз как можно спокойнее назвать его по имени, прежде чем знакомый голос дошел до сознания волка. Медленно, с трудом Арго разжал зубы, долго и внимательно смотрел мне в лицо. Затем, узнав, он виновато прижал уши, отряхнулся. Шерсть, стоявшая дыбом, легла, и уже не верилось, что минуту назад передо мной был злобный, дикий зверь...».
Осенью 1926 г., к открытию Новой территории Московского зоопарка крупных и красивых волков-одногодков Арго и Лобо (которого воспитывала Е. Румянцева) вместе с сестрой Лобо Дикаркой переселили в один из просторных загонов на Острове зверей. Вскоре у Арго и Дикарки появились волчата. «Оба волка относились к ним хорошо и, когда волчата подросли, кормили их мясом… Однажды из соседнего загона к волкам пробрались молодые медведи. Волчата в страхе отступили к самому краю рва; они поджали хвосты, и шерстка их встала дыбом. Медведи пытались поймать их, но оба волка – Лобо и Арго, – рыча и скалив зубы, защищали детенышей. Они бегали перед волчатами, и медведи не решились напасть на них. Они знали, что волки будут драться серьезно, и отступили перед их клыками».

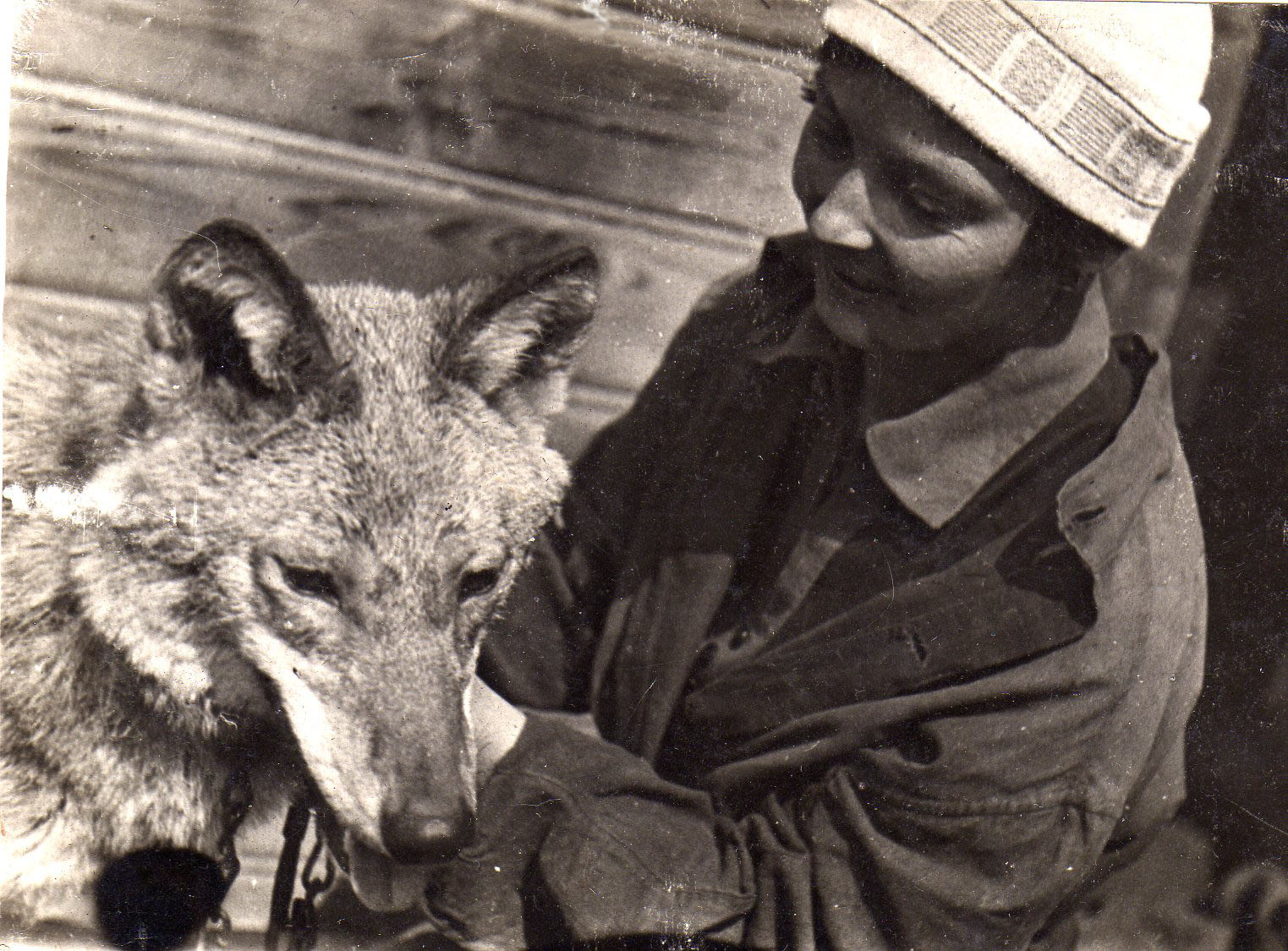
Вера Чаплина и волк Арго (фото из Путеводителя по зоопарку 1932 г.)

Когда волков переселили на Остров зверей, где они стали жить стаей, Арго, ставший её вожаком, не забыл свою воспитательницу. Даже годы спустя Чаплина без опаски заходила на площадку с волками, потому что «угрюмый и сильный Арго» никого к ней не подпускал. Однако с неприрученными зверями никогда нельзя было терять осторожность. Трудно сказать, что произошло, но однажды волки напали на Чаплину. Верный Арго защищал её – один против всех – с такой яростью, что стая отступила. На нем почти не осталось живого места, Вере тоже сильно досталось, но она была спасена. 17 октября 1932 г. она пишет об Арго в дневнике: «Такой старый, без зубов, а до сего времени царствует и держит в страхе молодых силачей – это большое достоинство волка-вожака».

## Литературный герой
Арго прожил в зоопарке до глубокой старости, в середине 1930-х гг. Вера Чаплина написала о нем один из своих лучших рассказов и всегда считала, что волк может стать настоящим другом человека. Рассказ «Арго» впервые опубликован писательницей в её сборнике «Мои воспитанники» (1937, рисунки Дмитрия Горлова и Георгия Никольского). В составе цикла рассказов «Питомцы зоопарка» он свыше 100 раз издавался в нашей стране и переведен на английский, арабский, балкарский, белорусский, бенгали, болгарский, венгерский, грузинский, иврит, испанский, кабардинский, китайский, корейский, молдавский, немецкий, польский, португальский, румынский, словацкий, узбекский, украинский, урду, французский, хинди, чешский, эстонский и японский языки.

## Фильмография
- Охота с флажками — научно-популярный фильм, съемки которого проходили в Московском зоосаде зимой 1925/1926 гг.; в эпизодах фильма снимался волк Арго, дрессировка Веры Чаплиной[17].
- Потомок араба — игровой фильм, киностудия Госкино, 1926, режиссёр Яков Морин, оператор Александр Гринберг (премьера: 5 ноября 1926 г.); в эпизоде фильма снимался волк Арго, дрессировка Веры Чаплиной[18].
- Господа Скотинины — игровой фильм, киностудия Совкино, 1926, режиссёр Григорий Рошаль, операторы Николай Козловский и Давид Шлюглейт (премьера: 11 января 1927 г.); в эпизоде фильма снимался волк Арго, дрессировка Веры Чаплиной[19].
- Такая женщина (другое название: Чужая) — игровой фильм, кинокомпания Межрабпом-Русь, 1927, режиссёр Константин Эггерт, оператор Луи Форестье (премьера: 11 октября 1927 г.); в эпизоде фильма снимался волк Арго, дрессировка Веры Чаплиной, она же снималась дублершей актрисы Веры Малиновской в эпизоде нападения волка на главную героиню[18].
- Волки (охота на волков) — научно-популярный фильм, киностудия Госвоенкино, 1929 (съёмки 1928 г), режиссёр Владимир Королевич, операторы Игорь Гелейн и Николай Вихирев, в эпизоде фильма снимался волк Арго, дрессировка Веры Чаплиной[20].
- Битва жизни — научно-популярный фильм, киностудия Союзкино, 1931 (съёмки 1930 г.), режиссёр реж. Владимир Королевич, операторы Игорь Гелейн и Николай Вихирев, в эпизоде фильма снимался волк Арго, дрессировка Веры Чаплиной[19].